# Alfons Figueras i Fontanals
Alfons Figueras i Fontanals   (Vilanova i la Geltrú, 15 d'octubre de 1922 - Barcelona, 6 de juliol de 2009) fou un guionista i dibuixant de còmic català, creador de personatges com Aspirino y Colodión i Topolino, el último héroe.

## Biografia
Figueras va néixer el 15 d'octubre de 1922 a Vilanova i la Geltrú (Garraf). En el seu poble natal conegué en Salvador Mestres, que el posà en contacte amb el món del còmic. Encara que durant la guerra civil treballà en diverses publicacions, és als anys quaranta quan s'inicià com a professional en el món del còmic, treballant per a les editorials Marco, Bruguera (1939-1941) dibuixant petites publicacions protagonitzades per Laurel i Hardy o Buster Keaton, i Hispano Americana (1944). D'aquesta última va publicar diversos treballs a la revista Leyendas Infantiles, on, entre altres coses, s'ocupava de calcar pàgines a color dels clàssics nord-americans (Flash Gordon, Tarzan, Terry and the Pirates, etc.), per a poder imprimir-les després en blanc i negre. En aquesta ocupació va coincidir amb altres famosos dibuixants com Juan García Iranzo.
El seu estil, amb una marcada predilecció per l'humor surrealista i fantàstic, resulta inusual en el marc de la historieta humorística espanyola. En la seva obra han tingut una gran influència el cinema còmic mut, el cinema fantàstic, les novel·les de gènere i els còmics clàssics nord-americans, com la tira còmica Krazy Kat, de George Herriman. Amant, sobretot, de les pel·lícules de terror, incorpora profusament el gènere en les seves historietes, amb la creació de personatges com Mr. Hyde, Franciscostein, o sèries com Shock, Dr. Mortis o Cine Horror.
Morí el diumenge 5 de juliol de 2009 a Barcelona (Barcelonès) a l'edat de 86 anys. El sepeli es realitzà el dimarts 7 de juliol, a les 12.30 hores, al tanatori barceloní de Sant Gervasi de Cassoles.

## Premis i reconeixements
- 1979 - Premi a la millor obra professional del Club d'Amics de la Historieta.
- 1982 - Premi a la Millor Tasca Professional.
- 1985 - Premi Ciutat de Barcelona al conjunt de l'obra.
- 1986 - Premi Toutain (1986).[7]

## Obra i Personatges
Del 1940 fins al 1992 publicà una historieta titulada Qué guerra!, que posteriorment anomenà La Guerra Loca!
El 1945 creà el seu primer personatge Kaor. Entre 1946 i 1947 publica diverses sèries de còmic realista, com Mysto (revista Chicos, 1946), Mr. Radar (revista El Coyote, 1947) i El Hombre Eléctrico (també a El Coyote, aquest mateix any). Després d'aquestes publicacions, abandona definitivament l'estil realista per a centrar-se en la historieta humorística.
Entre 1948 i 1956 Figueres realitzà mig centenar de sèries diferents per a setmanaris humorístics, entre les quals destaquen: 
| A la Revista Chicos - Diavolo. (1946) - Mefisto. (1946) - Mysto. (1946) - Filmo. (1947) - Gummo. (1949) - Gorila Circus. (1949) - Gummo en la Guerra. (1950) | A la Revista Nicolás - Loony. (1951) - Hercules Puput. (1951) - ¡Qué Guerra!. (1952) - Gummo Kid. (1954) - El profesor Truko. (1954) - Torero Otto.(1954) - Kalamar Kartón. (1955) - ¡Qué Tren!. (1955) | A la Revista Yumbo - El Rey bobito.(1954) - Pipo y Teka. (1956) | En altres publicacions - Napulión. (revista KKO, 1948) - Pistolini Lupo. (revista Historietas, 1949) - Tonty. (revista Búfalo, 1950) - Rubin Ruud. (revista Cubilete, 1950) - Simplicio. (revista Aventurero, 1952) |

El 1957 es traslladà a Caracas, Veneçuela, país on residí fins 1964, on creà la productora d'animació publicitària Lyon Caracas Films junt el seu amic Ángel Puigmiquel. En tornar a Barcelona, seguí treballant en l'animació, col·laborà amb el llargmetratge d'animació El Mago de los Sueños (1966) i treballà esporàdicament a la productora de Puigmiquel Estudios Cormoran, però una sèrie de fracassos el van empènyer a tornar al món del còmic. Tornà a treballar per a les revistes de Bruguera, per a les quals creà alguns dels seus personatges més coneguts, com: 
- Aspirino y Colodión (1967)
- Harry Cawallo (1968)
- Topolino, el último héroe (1968)
- Cine Locuras (1969)
- Don Terrible Buñuelos (1975)

Compatibilitzà aquests treballs amb la realització de tires de premsa, com Don Plácido (1970), per a La Vanguardia, o El Bon Jan (1976) i Mr. Hyde (1987-2006), per a l'Avui.
El 1979 va obtenir el premi a la millor obra professional atorgat pel Club d'Amics de la Historieta. Posteriorment va obtenir altres guardons com el Premi a la Millor Tasca Professional (1982), el Premi Ciutat de Barcelona a la totalitat de la seva obra (1985) i el Premi Toutain (1986).
El 1981 va publicar amb el segell Centro Autónomo de Trabajos Editoriales (C.A.T.ET) novel·les dels clàssics nord-americans de la literatura popular dels anys trenta, com Doc Savage, La Sombra, Pete Rice i Bill Barnes.
El 1988 col·laborà a la revista TBO d'Edicions B amb noves sèries, com Fortunato o Historias extraordinarias, i aquell mateix any va obtenir el Gran Premi del Saló Internacional del Còmic de Barcelona.

## Recopilacions
| - Don Plácido (Euredit: Humor siglo XX, 1970) - Aspirino y Colodión y su mundo loco (Bruguera, Colección Olé!, núm. 51, 1971) - Shock (Toutain, 1973) - Cine Locuras: Guerra Loca (Bruguera, Colección Olé!, núm. 70, 1973) | - El Bon Jan (Del Cotal, 1979) - Mr Radar (Revival Comics, 1981) - Alfons Figueras (Classic Cómics, 1985) - El Malvado Mr Hyde (Ediciones B, 1991) | - Don Terrible Buñuelos (Bruguera, Colección Olé!, núm. 392, 1991). ISBN 84-406-2376-3. - Topolino (Astiberri, 2006) - Doctor Mortis (El patito editorial, 2008). - Estampas Malignas (El patito Editorial, 2009). ISBN 978-84-936632-3-0 |

## Exposicions
- Fantàstics del Tebeo (Museu del Còmic, 2 de maig al 27 d'agost de 2023, Sant Cugat del Vallès). Exposició de quatre autors catalans de còmic: Guillem Cifré, Alfons Figueras, Ángel Puigmiquel, Marzt-Schmidt)
- Alfons Figueras, mestre del còmic (La Sala, Centre d'Art Contemporani, 24 de març al 14 de maig, Vilanova i la Geltrú). Antològica d'Alfons Figueras i Fontanals